# Снядецкий (лунный кратер)
Кратер Снядецкий (лат. Sniadecki) — крупный древний ударный кратер в южном полушарии обратной стороны Луны. Название присвоено в честь польского астронома, математика, философа Яна Снядецкого (1756—1830) и утверждено Международным астрономическим союзом в 1970 г. Образование кратера относится к нектарскому периоду.

## Описание кратера

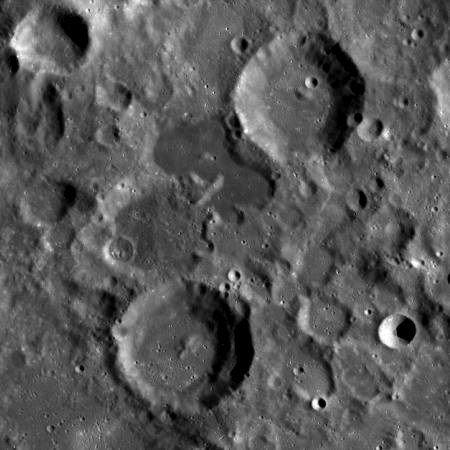
Кратер Снядецкий (в центре нижней части) на снимке зонда Lunar Reconnaissance Orbiter. Немного выше центра снимка - Озеро Забвения.

Ближайшими соседями кратера являются кратер Бок на северо-западе; кратер Мохоровичич на северо-востоке; кратер Уокер на востоке-юго-востоке; кратер Румфорд на юге и кратер Орлов на юго-западе. На севере от кратера находится Озеро Забвения. Селенографические координаты центра кратера 22°17′ ю. ш. 168°50′ з. д. / 22,29° ю. ш. 168,84° з. д., диаметр 41,1 км, глубина 2,2 км.

Кратер Снядецкий имеет близкую к циркулярную форму и умеренно разрушен. Вал сглажен, но сохранил достаточно четкие очертания, северо-восточная часть вала отмечена скоплением мелких кратеров, к северной части вала примыкает сателлитный кратер Снядецкий Y, к юго-западной – Снядецкий Q. Наибольшей высоты вал достигает в восточной части. Внутренний склон неравномерный по ширине, значительно шире в восточной части, где имеет террасовидную структуру. Высота вала над окружающей местностью достигает 1060 м, объем кратера составляет приблизительно 1400 км³.  Дно чаши сравнительно ровное, несколько восточнее центра чаши расположен невысокий округлый пик от которого в юго-западном направлении отходит короткий хребет.

## Сателлитные кратеры
| Снядецкий | Координаты                                              | Диаметр, км |
| --------- | ------------------------------------------------------- | ----------- |
| F         | 22°01′ ю. ш. 167°22′ з. д. / 22,02° ю. ш. 167,37° з. д. | 15,4        |
| J         | 24°37′ ю. ш. 166°28′ з. д. / 24,61° ю. ш. 166,47° з. д. | 29,3        |
| Q         | 22°56′ ю. ш. 170°16′ з. д. / 22,93° ю. ш. 170,27° з. д. | 79,5        |
| Y         | 21°05′ ю. ш. 169°13′ з. д. / 21,09° ю. ш. 169,21° з. д. | 34,3        |

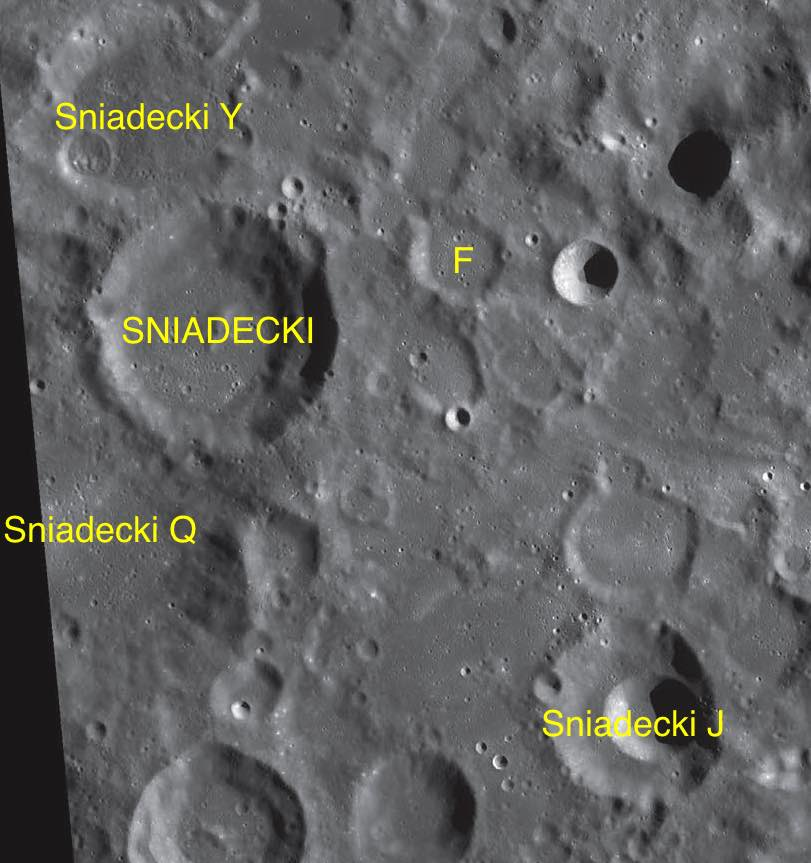
Фрагмент карты LAC-105.

- Образование сателлитного кратера Снядецкий Q относится к донектарскому периоду[1].

## См.также
- Список кратеров на Луне
- Лунный кратер
- Морфологический каталог кратеров Луны
- Планетная номенклатура
- Селенография
- Минералогия Луны
- Геология Луны
- Поздняя тяжёлая бомбардировка